# Јелена Мигунова
Јелена Мигунова (рус. Елена Сергеевна Мигунова; Казањ, 4. јануар 1984) је руска атлетичарка, која се такмичи у тркама на: 200 м, 400 м и штафети 4 х 400 м.
Мигунова је учествовала на Универзијади 2005 где је била пета на 400 метара, а са штафетом 4 х 400 м је освојила злато. На Летњим олимпијским играма 2008. у Пекингу, она је у квалификацијама трчала у руској штафети 4 х 400 метара, али није учествовала у финалу када је штафета поставила национални рекорд, стигавши друга иза екипе САД. Мигунова је добила сребрну медаљу.

## Лични рекорди
На отвореном:
- 200 метара — 23,52 21. јуни 2005. Казањ
- 400 метара — 50,59 18. јули 2008. Казањ

У дворани:
- 200 метара — 23,90 24. јануар 2006. Москва
- 400 метара — 53,28 4. фебруар 2006. Штутгарт